# Liste des chefs de gouvernement de l'Afghanistan
Cette page présente la liste des chefs de gouvernement de l’Afghanistan de 1801 à nos jours. La fonction a porté le nom de Premier ministre entre 1801 et 2001, puis de chef de l'exécutif entre 2014 et 2020, avant de redevenir Premier ministre en 2021.

## Premiers ministres
Appelés aussi Sadr-é-azam dans la langue locale.
- 1801-1817: Sardar Fath Ali Khan
- 1818-1819: Dost Mohammad Khan (première fois)
- 1823: Muhammad Azim Khan
- 1823: Habibullah Khan
- 1826-Avant 1839: Dost Muhammad Khan (deuxième fois)
- 1839-1841: Muhammad Usman Khan Sadozai
- 1841-1842: Muhammad Zaman Khan
- Décembre 1842-1845: Muhammad Akbar Khan
- 1845-Avant 1852: Ghulam Haidar Khan
- Après 1845-1852: Yar Muhammad Khan
- 1852-1858: Muhammad Khan Telai
- 1858-Vers 1863: Sher Ali Khan
- 1863-1865: Muhammad Amin
- Vers 1873-17 août 1878: Abdulla Jan
- 1879-31 mars 1880: Mohammad Jan
- 1905-1916: Sardar Abdul al-Qudduz Khan (première fois)
- 1916: Ali Ahmad Ghan Barakzai (provisoire)
- 1916: Sirdar Mohammad Sulayman Khan (provisoire)
- 1916-1919: Sardar Nasr Ullah Khan
- 1919-1927: Sardar Abdul al-Qudduz Khan (deuxième fois)
- 25 octobre 1927-Janvier 1929: Sardar Shir Ahmad Sura-i-Milli
- Janvier 1929-1er novembre 1929: Shir Giyan
- 14 novembre 1929-Mai 1946: Sardar Mohammad Hashim Khan
- Mai 1946-7 septembre 1953: Sardar Shah Mahmud Khan
- 7 septembre 1953-10 mars 1963: Mohammad Daoud Khan
- 10 mars 1963-2 novembre 1965: Mohammad Yusuf
- 2 novembre 1965-11 octobre 1967: Mohammad Hashim Maiwandwal
- 11 octobre 1967-1er novembre 1967: Abdullah Yaqta (intérimaire)
- 1er novembre 1967-9 juin 1971: Mohammad Nur Ahmad Etemadi
- 9 juin 1971-12 décembre 1972: Abdul Zahir
- 12 décembre 1972-17 juillet 1973: Mohammad Musa Shafiq
- 1er mai 1978-27 mars 1979: Nour Mohammad Taraki
- 27 mars 1979-27 décembre 1979: Hafizullah Amin
- 27 décembre 1979-11 juin 1981: Babrak Karmal
- 11 juin 1981-26 mai 1988: Sultan Ali Keshtmand (première fois)
- 26 mai 1988-21 février 1989: Mohammad Hassan Sharq
- 21 février 1989-8 mai 1990: Sultan Ali Keshtmand (deuxième fois)
- 8 mai 1990-15 avril 1992: Fazal Haq Khaliqyar
- 6 juillet 1992-15 août 1992: Abdul Saboor Farid Kuhestani
- 17 juin 1993-28 juin 1994: Gulbuddin Hekmatyar (première fois)
- Novembre 1994-1995: Arsala Rahmani (provisoire)
- Juin 1995-26 juin 1996: Ahmad Shah Ahmadzai (provisoire)
- 26 juin 1996-11 août 1997: Gulbuddin Hekmatyar (en exil à partir du 27 septembre 1996) (deuxième fois)
- 11-21 août 1997 : Abdul Rahim Ghafoorzai (en exil)

## Président du Conseil des ministres de transition
- 27 septembre 1996 – 15 avril 2001 : Mohammad Rabbani
- 15 avril - 13 novembre 2001 : Mohammad Abdul Kabir (intérim)

## Chef de l'exécutif
- 29 septembre 2014 - 11 mars 2020 : Abdullah Abdullah

## Premier ministre
- depuis le 7 septembre 2021 : Mohammad Hassan Akhund (intérim)